# Compañía de Comandos 603
La Compañía de Comandos 603 (Ca Cdo(s) 603) es una subunidad independiente de tropas de operaciones especiales del Ejército Argentino con asiento en la Guarnición de Ejército «Bahía Blanca» y bajo la dependencia orgánica de la Agrupación de Fuerzas de Operaciones Especiales.

## Historia
La Compañía de Comandos 603 fue creada en mayo de 1982 durante la guerra de las Malvinas y puesta bajo el mando del mayor Armando Valente. Fue constituida por 75 militares, algunos retirados que solicitaron la reincorporación por el conflicto. La unidad realizó entrenamientos en la Escuela de Infantería y fue disuelta cuando la contienda finalizó en junio de 1982.

### Reactivación
En 2013 fue resuelto crear la Compañía de Comandos 603 bajo la dependencia orgánica de la Agrupación de Fuerzas de Operaciones Especiales.